# 作手高原
作手高原（つくでこうげん）は、愛知県新城市作手地区（旧南設楽郡作手村）にある高原（隆起準平原）。平均標高は550メートル。

## 地理
愛知県と岐阜県にまたがる美濃三河高原の一部であり、標高500メートルから700メートルのなだらかな地形がひろがっている。作手高原の東側には、本宮山断層崖による直線状の急斜面が形成されており、その東側には豊川が形成する幅の広い谷が形成されている。作手高原と豊川の谷の高度差は500メートルもあり、断層運動によって作手高原を乗せた岩盤が大きく上昇したことが理由である。作手高原の平均標高が550メートルであることから、平均気温は12.5℃と冷涼である。年間降水量は2,300ミリメートルと多く、夏季低温多雨という特殊な気象条件となっている。

## 作手谷中分水界
一般的に2つの水系を隔てる分水界は山地の尾根であるが、隆起準平原である作手高原には谷中分水界（平地にみられる分水界）があり、「矢作川豊川分水点」の看板が立っている。この地点より北西の水は、矢作川水系巴川となって矢作川に合流し、最終的には知多湾にそそぐ。この地点より南東の水は、豊川水系巴川となって豊川に合流し、最終的には渥美湾にそそぐ。かつて、この谷中分水界はもっと南にあり、徐々に北に移動して現在の地点になったとされている。

## 清岳向山湿原
かつての作手高原には、完新世に形成された沖積層の大野原湿原があり、泥炭が堆積して底なし沼の状態になった湿原だった。1960年代には農業基盤整備事業がすすめられ、かつて農業に用いるのが困難だった湿原は一般的な水田となった。この過程で、50ヘクタールあった大野原湿原はほぼほぼ消滅し、ごく一部が清岳向山湿原として残っている。清岳向山湿原を含む作手地区の中間湿原群は、2001年（平成13年）に環境省の「日本の重要湿地500」に選定された。